# 해남군의 향토문화유산
해남군의 향토문화유산은「문화재보호법」이나「전라남도 문화재 보호 조례」에 따라 국가나 도지정 문화재로 지정되지 않은 것 중 인위적·자연적으로 형성된 향토적인 문화유산으로서 역사적·학술적·예술적·경관적 가치가 큰 것과 이에 준하는 고고학적 가치를 가진 자료 등을 말한다.
1. 향토유형문화유산 : 건조물, 전적, 서적, 회화, 조각, 고고학자료, 성곽, 명승지, 동·식물자생지, 민속자료 등 유형의 문화적 소산으로써 향토문화 보전에 필요한 것
2. 향토무형문화유산 : 연극, 음악, 무용, 공예기술, 의식, 음식제도 등 무형의 문화적 소산으로서 향토문화 보전에 필요한 것

## 지정 목록
| 번호 | 그림 | 명칭                               | 소재지                            | 소유자 (관리자)   | 지정·해제일자         | 비고 |
| ---- | ---- | ---------------------------------- | --------------------------------- | ----------------- | --------------------- | ---- |
| 1호  |      | 해남 이유길 유허비                 | 해남군 삼산면 충리 366-7          | 연안이씨 시성공파 | 2000년 10월 13일 지정 |      |
| 2호  |      | 해남 여흥민씨 부조묘               | 해남군 마산면 장촌리 415          | 여흥민씨 충정공파 | 2000년 10월 15일 지정 |      |
| 3호  |      | 해남 단군영당 유허비               | 해남군 화산면 금풍리 431-1        | 이청우            | 2000년 10월 15일 지정 |      |
| 4호  |      | 해남 옥녀봉 토성                   | 해남군 삼산면 창리 산46 외        | 삼산면            | 2001년 11월 15일 지정 |      |
| 5호  |      | 해남 현산두모리패총                | 해남군 현산면 백포리 산63-1       | 현산면            | 2001년 11월 7일 지정  |      |
| 6호  |      |                                    |                                   |                   |                       |      |
| 7호  |      | 해남 황산면 도장사 본존불          | 해남군 황산면 관춘리 780          | 도장사            | 2002년 11월 7일 지정  |      |
| 8호  |      | 해남 황산면 연당리 미륵불          | 해남군 황산면 연당리 635-5        | 황산면            | 2002년 11월 7일 지정  |      |
| 9호  |      | 해남 연동리 윤재운 고택            | 해남군 해남읍 연동리 105          | 윤재운            | 2003년 11월 24일 지정 |      |
| 10호 |      | 해남 덕송리 황조별묘               | 해남군 산이면 덕송리 378-1        | 진씨문중          | 2003년 11월 24일 지정 |      |
| 11호 |      | 해남 송천리 미륵불                 | 해남군 산이면 송천리 152-5        | 미륵사            | 2003년 11월 24일 지정 |      |
| 12호 |      | 해남 단군전                        | 해남군 해남읍 구교리 346          | 해남읍            | 2006년 1월 1일 지정   |      |
| 13호 |      | 해남 현산면 효열부 나주임씨정려    | 해남군 현산면 백포리 739-3        | 두모마을회        | 2006년 1월 1일 지정   |      |
| 14호 |      | 해남 탑동 오층석탑                 | 해남군 옥천면 청신리 838-9        | 옥천면            | 2006년 1월 1일 지정   |      |
| 15호 |      | 북일 금당 해남윤씨재실             | 해남군 북일면 금당리 515-2        | 해남윤씨 난계공파 | 2009년 9월 30일 지정  |      |
| 16호 |      | 해남읍 용정사(오충사)              | 해남군 해남읍 용정리 601,602      | 류호식            | 2010년 5월 26일 지정  |      |
| 17호 |      | 계곡 장흥임씨 당산마을 고문서 일괄 | 해남군 계곡면 당산리 107-1        | 장흥임씨 문숙공파 | 2010년 5월 26일 지정  |      |
| 18호 |      | 화원 정어사 철비                   | 해남군 화원면 금평리 239          | 화원면            | 2010년 5월 26일 지정  |      |
| 19호 |      | 해남 북평 달량진성                 | 해남군 북평면 남창리 282-7 외     | 북평면            | 2010년 11월 19일 지정 |      |
| 20호 |      | 송지 어란당집                      | 해남군 송지면 어란리 1556         | 어란마을          | 2011년 7월 6일 지정   |      |
| 21호 |      | 문내 효자 조석창 감응비각          | 해남군 문내면 학동리 1128         | 창녕조씨 문중     | 2011년 7월 6일 지정   |      |
| 22호 |      | 계곡 운곡사 영모당                 | 해남군 계곡면 당산리 678          | 장흥임씨 문숙공파 | 2011년 12월 29일 지정 |      |
| 23호 |      | 해남읍 죽음사 영모제               | 해남군 해남읍 연동리 814          | 밀양박씨 선무공파 | 2013년 8월 1일 지정   |      |
| 24호 |      | 신안리 석불입상 및 석탑            | 해남군 해남읍 신안리 산52         | 신안리 마을회     | 2015년 6월 29일 지정  |      |
| 25호 |      | 대장장이                           | 해남군 옥천면 신죽리 641          | 최금석            | 2015년 6월 29일 지정  |      |
| 26호 |      | 대장장이                           | 해남군 문내면 용암리 108          | 박판수            | 2015년 6월 29일 지정  |      |
| 27호 |      | 금강산성                           | 해남군 해남읍 해리 산12번지 일원  | 해남읍            | 2015년 6월 29일 지정  |      |
| 28호 |      | 신안리 지석묘                      | 해남군 해남읍 신안리 110          | 신안리 마을회     | 2015년 6월 29일 지정  |      |
| 29호 |      | 관두산 봉수지                      | 해남군 화산면 관동리 산79-1       | 관동리 마을회     | 2015년 6월 29일 지정  |      |
| 30호 |      | 효자 임근 묘갈명비                 | 해남군 계곡면 당산리 산144        | 장흥임씨 문숙공파 | 2015년 6월 29일 지정  |      |
| 31호 |      | 옥공예 명인                        | 해남군 황산면 옥동리 1078         | 김육남            | 2015년 6월 29일 지정  |      |
| 32호 |      | 옥공예 명인                        | 해남군 황산면 옥동리 8-35         | 박윤옥            | 2015년 6월 29일 지정  |      |
| 33호 |      | 옥공예 명인                        | 해남군 황산면 옥동리 8-28         | 박상훈            | 2015년 6월 29일 지정  |      |
| 34호 |      | 도자기공예 명인                    | 해남군 황산면 연자로 122          | 정기봉            | 2015년 6월 29일 지정  |      |
| 35호 |      | 광보사 육경합부                    | 해남군 옥천면 백호리 351-5        | 광보사            | 2016년 8월 26일 지정  |      |
| 36호 |      | 이한봉 고택                        | 해남군 해남읍 복평리 219-1        | 김옥희            | 2019년 1월 4일 지정   |      |
| 37호 |      | 효자김석한정려                     | 해남군 북평면 남창리 309-2, 309-3 | 남창마을회        | 2019년 1월 4일 지정   |      |
| 38호 |      | 동해리 석정                        | 해남군 북평면 동해리 802          | 동해마을회        | 2019년 1월 4일 지정   |      |
| 39호 |      | 정영철 고택                        | 해남군 황산면 평덕길 101          | 정인균            | 2019년 1월 4일 지정   |      |

## 참고 문헌
- 해남군 홈페이지 - 고시/공고
- 해남군보